# Paid My Dues
Paid my dues is een single van de Amerikaanse zangeres Anastacia. Het was de eerste single, die afkomstig was van haar album Freak of nature. Anastacia scoorde er een wereldwijde hit mee, behalve in thuisland de Verenigde Staten. Er verschenen verschillende versies van deze cd-single.
Het nummer is opgenomen in New York, in de Cove City Sound Studio en in de Sony Music Studios. De bijbehorende videoclip is echter opgenomen in Los Angeles, een stad die haar veel heeft gebracht, maar waar ze ook een keer is neergeslagen ('I’ve been knocked down'). De video werd geregisseerd door Liz Friedlander.

## Hitnotering

### Nederlandse Top 40
| Hitnotering: week 46 in 2001 t/m week 13 in 2002 | Hitnotering: week 46 in 2001 t/m week 13 in 2002 | Hitnotering: week 46 in 2001 t/m week 13 in 2002 | Hitnotering: week 46 in 2001 t/m week 13 in 2002 | Hitnotering: week 46 in 2001 t/m week 13 in 2002 | Hitnotering: week 46 in 2001 t/m week 13 in 2002 | Hitnotering: week 46 in 2001 t/m week 13 in 2002 | Hitnotering: week 46 in 2001 t/m week 13 in 2002 | Hitnotering: week 46 in 2001 t/m week 13 in 2002 | Hitnotering: week 46 in 2001 t/m week 13 in 2002 | Hitnotering: week 46 in 2001 t/m week 13 in 2002 | Hitnotering: week 46 in 2001 t/m week 13 in 2002 | Hitnotering: week 46 in 2001 t/m week 13 in 2002 | Hitnotering: week 46 in 2001 t/m week 13 in 2002 | Hitnotering: week 46 in 2001 t/m week 13 in 2002 | Hitnotering: week 46 in 2001 t/m week 13 in 2002 | Hitnotering: week 46 in 2001 t/m week 13 in 2002 | Hitnotering: week 46 in 2001 t/m week 13 in 2002 | Hitnotering: week 46 in 2001 t/m week 13 in 2002 | Hitnotering: week 46 in 2001 t/m week 13 in 2002 | Hitnotering: week 46 in 2001 t/m week 13 in 2002 |
| Week:                                            | 1                                                | 2                                                | 3                                                | 4                                                | 5                                                | 6                                                | 7                                                | 8                                                | 9                                                | 10                                               | 11                                               | 12                                               | 13                                               | 14                                               | 15                                               | 16                                               | 17                                               | 18                                               | 19                                               |                                                  |
| ------------------------------------------------ | ------------------------------------------------ | ------------------------------------------------ | ------------------------------------------------ | ------------------------------------------------ | ------------------------------------------------ | ------------------------------------------------ | ------------------------------------------------ | ------------------------------------------------ | ------------------------------------------------ | ------------------------------------------------ | ------------------------------------------------ | ------------------------------------------------ | ------------------------------------------------ | ------------------------------------------------ | ------------------------------------------------ | ------------------------------------------------ | ------------------------------------------------ | ------------------------------------------------ | ------------------------------------------------ | ------------------------------------------------ |
| Positie:                                         | 23                                               | 8                                                | 7                                                | 8                                                | 6                                                | 5                                                | 4                                                | 5                                                | 6                                                | 7                                                | 9                                                | 14                                               | 14                                               | 12                                               | 9                                                | 16                                               | 26                                               | 29                                               | 35                                               | uit                                              |

### NederlandseSingle Top 100
| Hitnotering: 17-11-2001 t/m 5-4-2002 | Hitnotering: 17-11-2001 t/m 5-4-2002 | Hitnotering: 17-11-2001 t/m 5-4-2002 | Hitnotering: 17-11-2001 t/m 5-4-2002 | Hitnotering: 17-11-2001 t/m 5-4-2002 | Hitnotering: 17-11-2001 t/m 5-4-2002 | Hitnotering: 17-11-2001 t/m 5-4-2002 | Hitnotering: 17-11-2001 t/m 5-4-2002 | Hitnotering: 17-11-2001 t/m 5-4-2002 | Hitnotering: 17-11-2001 t/m 5-4-2002 | Hitnotering: 17-11-2001 t/m 5-4-2002 | Hitnotering: 17-11-2001 t/m 5-4-2002 | Hitnotering: 17-11-2001 t/m 5-4-2002 | Hitnotering: 17-11-2001 t/m 5-4-2002 | Hitnotering: 17-11-2001 t/m 5-4-2002 | Hitnotering: 17-11-2001 t/m 5-4-2002 | Hitnotering: 17-11-2001 t/m 5-4-2002 | Hitnotering: 17-11-2001 t/m 5-4-2002 | Hitnotering: 17-11-2001 t/m 5-4-2002 | Hitnotering: 17-11-2001 t/m 5-4-2002 | Hitnotering: 17-11-2001 t/m 5-4-2002 |
| Week:                                | 1                                    | 2                                    | 3                                    | 4                                    | 5                                    | 6                                    | 7                                    | 8                                    | 9                                    | 10                                   | 11                                   | 12                                   | 13                                   | 14                                   | 15                                   | 16                                   | 17                                   | 18                                   | 19                                   |                                      |
| ------------------------------------ | ------------------------------------ | ------------------------------------ | ------------------------------------ | ------------------------------------ | ------------------------------------ | ------------------------------------ | ------------------------------------ | ------------------------------------ | ------------------------------------ | ------------------------------------ | ------------------------------------ | ------------------------------------ | ------------------------------------ | ------------------------------------ | ------------------------------------ | ------------------------------------ | ------------------------------------ | ------------------------------------ | ------------------------------------ | ------------------------------------ |
| Positie:                             | 31                                   | 12                                   | 9                                    | 8                                    | 7                                    | 6                                    | 5                                    | 6                                    | 10                                   | 13                                   | 14                                   | 21                                   | 25                                   | 36                                   | 44                                   | 50                                   | 59                                   | 65                                   | 78                                   | uit                                  |

### BelgischeBRT Top 30
| Hitnotering: 1-12-2001 t/m 5-4-2002 | Hitnotering: 1-12-2001 t/m 5-4-2002 | Hitnotering: 1-12-2001 t/m 5-4-2002 | Hitnotering: 1-12-2001 t/m 5-4-2002 | Hitnotering: 1-12-2001 t/m 5-4-2002 | Hitnotering: 1-12-2001 t/m 5-4-2002 | Hitnotering: 1-12-2001 t/m 5-4-2002 | Hitnotering: 1-12-2001 t/m 5-4-2002 | Hitnotering: 1-12-2001 t/m 5-4-2002 | Hitnotering: 1-12-2001 t/m 5-4-2002 | Hitnotering: 1-12-2001 t/m 5-4-2002 | Hitnotering: 1-12-2001 t/m 5-4-2002 | Hitnotering: 1-12-2001 t/m 5-4-2002 | Hitnotering: 1-12-2001 t/m 5-4-2002 | Hitnotering: 1-12-2001 t/m 5-4-2002 | Hitnotering: 1-12-2001 t/m 5-4-2002 | Hitnotering: 1-12-2001 t/m 5-4-2002 | Hitnotering: 1-12-2001 t/m 5-4-2002 | Hitnotering: 1-12-2001 t/m 5-4-2002 | Hitnotering: 1-12-2001 t/m 5-4-2002 | Hitnotering: 1-12-2001 t/m 5-4-2002 |
| Week:                               | 1                                   | 2                                   | 3                                   | 4                                   | 5                                   | 6                                   | 7                                   | 8                                   | 9                                   | 10                                  | 11                                  | 12                                  | 13                                  | 14                                  | 15                                  | 16                                  | 17                                  | 18                                  |                                     |                                     |
| ----------------------------------- | ----------------------------------- | ----------------------------------- | ----------------------------------- | ----------------------------------- | ----------------------------------- | ----------------------------------- | ----------------------------------- | ----------------------------------- | ----------------------------------- | ----------------------------------- | ----------------------------------- | ----------------------------------- | ----------------------------------- | ----------------------------------- | ----------------------------------- | ----------------------------------- | ----------------------------------- | ----------------------------------- | ----------------------------------- | ----------------------------------- |
| Positie:                            | 26                                  | 18                                  | 13                                  | 7                                   | 3                                   | 3                                   | 3                                   | 3                                   | 3                                   | 5                                   | 4                                   | 6                                   | 7                                   | 9                                   | 10                                  | 11                                  | 16                                  | 24                                  | uit                                 |                                     |

### VlaamseUltratop 30
| Hitnotering: 1-12-2001 t/m 5-4-2002 | Hitnotering: 1-12-2001 t/m 5-4-2002 | Hitnotering: 1-12-2001 t/m 5-4-2002 | Hitnotering: 1-12-2001 t/m 5-4-2002 | Hitnotering: 1-12-2001 t/m 5-4-2002 | Hitnotering: 1-12-2001 t/m 5-4-2002 | Hitnotering: 1-12-2001 t/m 5-4-2002 | Hitnotering: 1-12-2001 t/m 5-4-2002 | Hitnotering: 1-12-2001 t/m 5-4-2002 | Hitnotering: 1-12-2001 t/m 5-4-2002 | Hitnotering: 1-12-2001 t/m 5-4-2002 | Hitnotering: 1-12-2001 t/m 5-4-2002 | Hitnotering: 1-12-2001 t/m 5-4-2002 | Hitnotering: 1-12-2001 t/m 5-4-2002 | Hitnotering: 1-12-2001 t/m 5-4-2002 | Hitnotering: 1-12-2001 t/m 5-4-2002 | Hitnotering: 1-12-2001 t/m 5-4-2002 | Hitnotering: 1-12-2001 t/m 5-4-2002 | Hitnotering: 1-12-2001 t/m 5-4-2002 | Hitnotering: 1-12-2001 t/m 5-4-2002 | Hitnotering: 1-12-2001 t/m 5-4-2002 |
| Week:                               | 1                                   | 2                                   | 3                                   | 4                                   | 5                                   | 6                                   | 7                                   | 8                                   | 9                                   | 10                                  | 11                                  | 12                                  | 13                                  | 14                                  | 15                                  | 16                                  | 17                                  | 18                                  |                                     |                                     |
| ----------------------------------- | ----------------------------------- | ----------------------------------- | ----------------------------------- | ----------------------------------- | ----------------------------------- | ----------------------------------- | ----------------------------------- | ----------------------------------- | ----------------------------------- | ----------------------------------- | ----------------------------------- | ----------------------------------- | ----------------------------------- | ----------------------------------- | ----------------------------------- | ----------------------------------- | ----------------------------------- | ----------------------------------- | ----------------------------------- | ----------------------------------- |
| Positie:                            | 43                                  | 32                                  | 21                                  | 13                                  | 7                                   | 7                                   | 7                                   | 6                                   | 7                                   | 8                                   | 8                                   | 10                                  | 13                                  | 15                                  | 20                                  | 26                                  | 35                                  | 50                                  | uit                                 |                                     |

### NPO Radio 2 Top 2000
Paid My Dues stond alleen in 2010 in de NPO Radio 2 Top 2000, op plek 1949.